# VfR Neumünster
Der Verein für Rasensport Neumünster von 1910 e. V., kurz VfR Neumünster, ist ein Sportverein aus Neumünster in Schleswig-Holstein. Der Verein wurde am 3. März 1910 gegründet und hat die Vereinsfarben Lila und Weiß. Spielstätte des VfR ist die Grümmi-Arena. Die erste Fußballmannschaft spielt seit 2023 in der fünftklassigen Oberliga Schleswig-Holstein. Neben Fußball bietet der Verein auch die Sportarten Gymnastik, Taekwondo, Tischtennis sowie das Freizeitspiel Cornhole an.

## Geschichte

### Von der Gründung bis zum Zweiten Weltkrieg
Der Verein wurde am 3. März 1910 von Mitgliedern des FC Viktoria 1909 Neumünster und des Straßenfußballvereins FC Germania 1907 Neumünster als FV Neumünster gegründet. Dieser fusionierte am 14. Februar 1924 mit dem VfR 1923 Neumünster zum heutigen VfR Neumünster. Der VfR 1923 war im Jahr zuvor im Rahmen der Reinlichen Scheidung als Abspaltung vom Turnverein Gut-Heil Neumünster entstanden.
Gleich in seiner ersten Saison unter dem heutigen Namen gelang den Rasensportlern der Aufstieg in die seinerzeit erstklassige Bezirksliga Schleswig-Holstein. Dort spielte der VfR vornehmlich in der Eiderstaffel, während der damals erfolgreichere Stadtrivale Olympia in der Fördestaffel antrat. Erst mit der Einführung der eingleisigen Oberliga Schleswig-Holstein kam es zu Derbys zwischen den beiden Vereinen. Am Ende der Saison 1930/31 stieg der VfR in die Bezirksklasse ab, zwei Jahre später wurde er nicht in die neu geschaffene Gauliga Nordmark aufgenommen.
In der Bezirksliga Schleswig-Holstein gehörte der Verein zwar regelmäßig zu den stärksten Vereinen, er konnte aber nur 1938 die Aufstiegsrunde erreichen. Hier scheiterten die Rasensportler an Rasensport Harburg, das den VfR in der Aufstiegsrunde mit 9:0 besiegte. Auch an der 1942 eingeführten Gauliga Schleswig-Holstein nahmen die Rasensportler nicht teil, so dass sie bis zum Ende des Zweiten Weltkriegs zweitklassig blieben.

### 1945 bis 1963: Nachkriegszeit
| Saison  | Liga           | Level | Platz | Tore   | Punkte |
| ------- | -------------- | ----- | ----- | ------ | ------ |
| 1951/52 | AL S.-Holstein | II    | 7.    | 42:41  | 31:23  |
| 1952/53 | AL S.-Holstein | II    | 1.    | 88:34  | 47:13  |
| 1953/54 | AL S.-Holstein | II    | 4.    | 75:33  | 38:22  |
| 1954/55 | AL S.-Holstein | II    | 2.    | 113:31 | 52:16  |
| 1955/56 | Oberliga Nord  | I     | 5.    | 49:45  | 33:27  |
| 1956/57 | Oberliga Nord  | I     | 8.    | 35:50  | 30:30  |
| 1957/58 | Oberliga Nord  | I     | 12.   | 33:54  | 26:34  |
| 1958/59 | Oberliga Nord  | I     | 3.    | 47:39  | 36:24  |
| 1959/60 | Oberliga Nord  | I     | 10.   | 47:50  | 26:34  |
| 1960/61 | Oberliga Nord  | I     | 11.   | 44:56  | 26:34  |
| 1961/62 | Oberliga Nord  | I     | 8.    | 48:56  | 27:33  |
| 1962/63 | Oberliga Nord  | I     | 4.    | 48:46  | 35:25  |

In der Nachkriegszeit konnte der VfR Neumünster zunächst nicht an seine Erfolge aus den 1920er Jahren anknüpfen. 1947 war er zwar Gründungsmitglied der West-Staffel der Landesliga Schleswig-Holstein, verpasste aber als Achtplatzierter die Qualifikation zur eingleisigen Landesliga deutlich. Die Rasensportler traten nun in der Bezirksklasse Ost an und scheiterten 1950 in der Aufstiegsrunde zur Landesliga am TSV Brunsbüttelkoog und dem TSV Neustadt. Im zweiten Anlauf gelang ein Jahr später ungeschlagen der Sprung in die Landesliga.
Gleichzeitig übernahmen die Lila-Weißen die lokale Vorherrschaft und etablierten sich schnell in der Spitzengruppe der Landesliga. 1953 wurden sie Landesmeister, aber in der Aufstiegsrunde zur Oberliga Nord Letzter hinter Eintracht Braunschweig, Bergedorf 85 und dem VfL Wolfsburg. Zwei Jahre später war der VfR erfolgreicher. Durch einen Sieg im Entscheidungsspiel gegen den punktgleichen Heider SV zogen die Rasensportler erneut in die Aufstiegsrunde ein, die die Mannschaft punktgleich mit dem VfV Hildesheim abschloss. Das fällige Entscheidungsspiel im Hamburger Stadion Hoheluft gewann Neumünster mit 2:0.
In der Aufstiegssaison machten die Rasensportler durch Überraschungssiege wie einem 2:0 über den Hamburger SV bundesweit Schlagzeilen. Lediglich Hannover 96 konnte in Neumünster gewinnen, so dass am Saisonende der fünfte Platz stand. Zwei Jahre später konnte der Abstieg nur knapp vermieden werden. Zur Saison 1958/59 übernahm Heinz Lucas den Trainerposten. Nach einem schwachen Saisonstart steigerte sich die Mannschaft in der Rückrunde und belegte am Saisonende Platz 3, noch vor Holstein Kiel. Mit 7.933 Zuschauern wurde der höchste Zuschauerschnitt der Vereinsgeschichte erreicht.
Dass der VfR nicht wieder an diese erfolgreiche Spielzeit anknüpfen konnte, lag daran, dass das Vereinsumfeld nicht mit der sportlichen Entwicklung mithalten konnte. Zunächst rutschten die Rasensportler ins Mittelfeld ab, konnten 1963 noch einmal den vierten Platz erreichen, der zur Teilnahme am Rappan-Cup berechtigte. Neumünster traf hier auf Rapid Wien, PSV Eindhoven und Djurgårdens IF und wurde Gruppendritter. Für die 1963 eingeführte Bundesliga hat sich der Verein nicht beworben.

### 1963 bis 1995: Gescheiterte Aufstiegsversuche
| Saison                  | Liga              | Level | Platz | Tore  | Punkte |
| ----------------------- | ----------------- | ----- | ----- | ----- | ------ |
| 1963/64                 | Regionalliga Nord | II    | 10.   | 56:61 | 33:35  |
| 1964/65                 | Regionalliga Nord | II    | 16.   | 52:71 | 26:38  |
| 1965/66                 | Amateurliga SH    | III   | 1.    | 71:35 | 45:15  |
| 1966/67                 | Amateurliga SH    | III   | 7.    | 61:53 | 31:29  |
| 1967/68                 | Amateurliga SH    | III   | 7.    | 56:43 | 32:28  |
| 1968/69                 | Landesliga SH     | III   | 13.   | 30:46 | 25:35  |
| 1969/70                 | Landesliga SH     | III   | 14.   | 42:60 | 22:38  |
| 1970/71                 | Landesliga SH     | III   | 13.   | 35:54 | 23:37  |
| 1971/72                 | Landesliga SH     | III   | 10.   | 41:47 | 28:32  |
| 1972/73                 | Landesliga SH     | III   | 12.   | 45:51 | 29:31  |
| 1973/74                 | Landesliga SH     | III   | 2.    | 60:28 | 45:15  |
| 1974/75                 | Landesliga SH     | IV    | 2.    | 57:27 | 43:17  |
| 1975/76                 | Landesliga SH     | IV    | 1.    | 60:27 | 43:17  |
| 1976/77                 | Landesliga SH     | IV    | 4.    | 58:38 | 41:19  |
| 1977/78                 | Landesliga SH     | IV    | 2.    | 52:31 | 38:22  |
| 1978/79                 | Verbandsliga SH   | IV    | 2.    | 55:23 | 43:17  |
| 1979/80                 | Verbandsliga SH   | IV    | 1.    | 56:28 | 42:18  |
| 1980/81                 | Verbandsliga SH   | IV    | 4.    | 52:24 | 42:18  |
| 1981/82                 | Verbandsliga SH   | IV    | 3.    | 40:33 | 36:24  |
| 1982/83                 | Verbandsliga SH   | IV    | 2.    | 61:25 | 41:19  |
| 1983/84                 | Verbandsliga SH   | IV    | 4.    | 42:20 | 39:21  |
| 1984/85                 | Verbandsliga SH   | IV    | 5.    | 44:34 | 33:27  |
| 1985/86                 | Verbandsliga SH   | IV    | 4.    | 52:33 | 34:26  |
| 1986/87                 | Verbandsliga SH   | IV    | 10.   | 45:40 | 27:37  |
| 1987/88                 | Verbandsliga SH   | IV    | 5.    | 52:42 | 32:28  |
| 1988/89                 | Verbandsliga SH   | IV    | 3.    | 57:31 | 44:16  |
| 1989/90                 | Verbandsliga SH   | IV    | 4.    | 60:33 | 36:24  |
| 1990/91                 | Verbandsliga SH   | IV    | 3.    | 60:37 | 36:24  |
| 1991/92                 | Verbandsliga SH   | IV    | 10.   | 47:46 | 29:31  |
| 1992/93                 | Verbandsliga SH   | IV    | 9.    | 44:59 | 28:32  |
| 1993/94                 | Verbandsliga SH   | IV    | 10.   | 48:50 | 28:32  |
| 1994/95                 | Verbandsliga SH   | V     | 2.    | 64:35 | 39:21  |
| SH = Schleswig-Holstein |                   |       |       |       |        |

In der Regionalliga konnte die Mannschaft nicht mehr an die guten Ergebnisse der Vorjahre anknüpfen. Nach einem zehnten Platz in der ersten Saison belegte sie 1964/65 überraschend einen Abstiegsplatz. Der VfV Hildesheim, gegen den die Rasensportler 1955 den Oberligaaufstieg schaffte, wies in der Abschlusstabelle den besseren Torquotienten auf. Somit war Neumünster zum ersten Mal nach 15 Jahren wieder drittklassig. In der ersten Saison nach dem Abstieg sicherte sich der VfR auf Anhieb die Landesmeisterschaft, startete aber mit einer deutlichen 1:5-Heimniederlage gegen den SC Sperber Hamburg in die Aufstiegsrunde. Die Mannschaft rutschte zunächst in das Mittelfeld der Tabelle zurück, bevor die Mannschaft Ende der 1960er Jahre gegen den Abstieg kämpfen musste.
Im Jahre 1971 übernahm Herbert Sander den Vereinsvorsitz. Er wollte den Verein wieder nach oben führen und nahm dabei die Verschuldung des Vereins in Kauf. 1974 verpasste die Mannschaft aufgrund des schlechteren Torverhältnis gegenüber Flensburg 08 und die damit verbundene direkte Qualifikation für die neu geschaffene Oberliga Nord. Als Zweiter nahm der VfR an der Relegationsrunde teil, wurde dort aber nur Letzter. 1975 und 1976 scheiterten die Rasensportler in der Aufstiegsrunde an Eintracht Nordhorn bzw. dem SV Atlas Delmenhorst. Zwei Jahre später hatten der VfR es selbst in der Hand, den Aufstieg perfekt zu machen. Am letzten Spieltag der Aufstiegsrunde kam die Mannschaft nicht über ein 2:2 gegen den Bremer SV hinaus, der letztendlich aufstieg.
1979 waren die Neumünsteraner in der Aufstiegsrunde aufgrund des schlechteren Torverhältnis am Blumenthaler SV gescheitert. Durch den Aufstieg des OSC Bremerhaven in die 2. Bundesliga wurde ein Entscheidungsspiel gegen den Zweiten der anderen Aufstiegsrundengruppe angesetzt. In neutralen Stade setzte sich der SV Meppen mit 4:1 gegen Neumünster durch. Auch die fünfte Aufstiegsrundenteilnahme 1980 blieb erfolglos, da sich der Lüneburger SK durchsetzen konnte. Ein Jahr später stand der mit 500.000 Mark verschuldete Verein vor dem Konkurs. Präsident Sander musste gehen, während die Stadt den Verein rettete.
Mit einer deutlich verjüngten Mannschaft verpasste der VfR 1982 nur aufgrund des schlechteren Torverhältnis gegenüber den BSC Brunsbüttel die Aufstiegsrunde. Diese wurde ein Jahr später erreicht, doch die sogenannte „Elf der Unbezahlten“ scheiterte am SV Lurup. In den folgenden Jahren platzierten sich die Rasensportler regelmäßig in der oberen Tabellenhälfte, verpassten aber mehrere Male nur knapp die Aufstiegsrunde. Anfang der 1990er Jahre rutschte die Mannschaft ins Mittelfeld der Tabelle zurück und verpasste 1994 die neu geschaffene Oberliga Hamburg/Schleswig-Holstein. Ein Jahr später gelang als Vizemeister hinter dem TSV Nord Harrislee der Aufstieg in die Oberliga.

### Seit 1995: Gegenwart
| Saison                                                  | Liga              | Level | Platz   | Tore  | Punkte |
| ------------------------------------------------------- | ----------------- | ----- | ------- | ----- | ------ |
| 1995/96                                                 | Oberliga HH/SH    | IV    | 12.     | 35:41 | 37     |
| 1996/97                                                 | Oberliga HH/SH    | IV    | 10.     | 40:46 | 41     |
| 1997/98                                                 | Oberliga HH/SH    | IV    | 10.     | 48:56 | 34     |
| 1998/99                                                 | Oberliga HH/SH    | IV    | 14.     | 40:49 | 31     |
| 1999/00                                                 | Verbandsliga SH   | V     | 1.      | 74:21 | 64     |
| 2000/01                                                 | Oberliga HH/SH    | IV    | 9.      | 45:54 | 39     |
| 2001/02                                                 | Oberliga HH/SH    | IV    | 6.      | 58:52 | 57     |
| 2002/03                                                 | Oberliga HH/SH    | IV    | 2.      | 75:40 | 66     |
| 2003/04                                                 | Regionalliga Nord | III   | 18.     | 32:65 | 23     |
| 2004/05                                                 | Oberliga Nord     | IV    | 5.      | 55:39 | 58     |
| 2005/06                                                 | Oberliga Nord     | IV    | 14.     | 39:69 | 33     |
| 2006/07                                                 | Oberliga Nord     | IV    | 11. (1) | 44:46 | 44     |
| 2007/08                                                 | Verbandsliga SH   | V     | 2.      | 86:31 | 79     |
| 2008/09                                                 | SH-Liga           | V     | 2.      | 89:31 | 75     |
| 2009/10                                                 | SH-Liga           | V     | 2.      | 76:29 | 75     |
| 2010/11                                                 | SH-Liga           | V     | 1.      | 74:20 | 82     |
| 2011/12                                                 | SH-Liga           | V     | 1.      | 88:29 | 80     |
| 2012/13                                                 | Regionalliga Nord | IV    | 6.      | 35:52 | 38     |
| 2013/14                                                 | Regionalliga Nord | IV    | 15.     | 32:54 | 34     |
| 2014/15                                                 | Regionalliga Nord | IV    | 17.     | 37:60 | 33     |
| 2015/16                                                 | SH-Liga           | V     | 10.     | 62:44 | 46     |
| 2016/17                                                 | SH-Liga           | V     | 3.      | 76:41 | 67     |
| 2017/18                                                 | Oberliga SH       | V     | 11.     | 46:50 | 38     |
| 2018/19                                                 | Oberliga SH       | V     | 14.     | 32:62 | 19     |
| 2019/20                                                 | Landesliga SH     | VI    | 11.     | 44:30 | 1,35   |
| 2020/21                                                 | Landesliga SH     | VI    | 2.      | 17:7  | 12     |
| 2021/22                                                 | Landesliga SH     | VI    | 3.      | 46:40 | 40     |
| 2022/23                                                 | Landesliga SH     | VI    | 2.      | 52:22 | 44     |
| 2023/24                                                 | Oberliga SH       | V     | 9.      | 46:52 | 36     |
| 2024/25                                                 | Oberliga SH       | V     | 11.     | 55:67 | 35     |
| SH = Schleswig-Holstein, HH = Hamburg (1) Zwangsabstieg |                   |       |         |       |        |

In der Oberliga kamen die Rasensportler nicht über den Abstiegskampf hinaus. Im Jahre 1999 stieg der VfR als Drittletzter ab, schaffte aber den direkten Wiederaufstieg. Nun konnte sich die Mannschaft in der Liga etablieren und wurde 2003 überraschend Vizemeister hinter den Amateuren des FC St. Pauli. Da diese durch den Abstieg der eigenen Profimannschaft in die Regionalliga nicht an den Aufstiegsspielen zur Regionalliga teilnehmen durfte, rückte der VfR nach. Vor 4.432 Zuschauern verlor Neumünster sein Heimspiel gegen Kickers Emden mit 1:2. Im Rückspiel kamen die Rasensportler zu einem 3:2-Sieg, so dass der VfR aufgrund der Auswärtstorregel aufstieg.
Doch der Verein war mit der Regionalliga überfordert. Nur mit großer Mühe bekam der Verein wegen des maroden Stadions die Genehmigung durch den DFB. Darüber hinaus sorgte der neue Manager Rainer Wasielke für interne Querelen. Die Mannschaft erwies sich als nicht konkurrenzfähig und konnte erst im März 2004 den ersten Saisonsieg feiern. Das Regionalligajahr stürzte den Verein erneut in eine finanzielle Krise, die im Jahre 2005 in einem Insolvenzantrag mündete. Dieser konnte jedoch am 16. November 2006 zurückgezogen werden. Am Ende der Oberliga-Saison 2006/07 wurde dem VfR die Lizenz entzogen, nachdem der Verein erneut Insolvenz beantragen musste.
Auch dieser erneute Insolvenzantrag konnte am 29. Juni 2007 zurückgezogen werden, so dass die Mannschaft in der Verbandsliga Schleswig-Holstein antreten durfte, die im Jahre 2008 in Schleswig-Holstein-Liga umbenannt wurde. Sportlich waren die Rasensportler erfolgreich und wurden dreimal in Folge Vizemeister, jeweils hinter der zweiten Mannschaft von Holstein Kiel. In der Saison 2010/11 wurde der VfR ungeschlagen Meister, verzichtete jedoch aus finanziellen Gründen auf die Aufstiegsrunde zur Regionalliga. Bis zum 15. Spieltag der Saison 2011/12 blieb der VfR ungeschlagen, ehe Flensburg 08 mit einem 1:0-Sieg die Serie des VfR nach 49 Spielen ohne Niederlage beendete. Am Saisonende verteidigten die Rasensportler ihren Meistertitel und stiegen direkt in die Regionalliga Nord auf, wo die Mannschaft in der Aufstiegssaison 2012/13 als Sechster bester Aufsteiger wurde.
Zwei Jahre später folgte der Abstieg als Vorletzter, ehe es 2019 hinunter in die Landesliga ging. In der Saison 2022/23 konnte der Verein sich als Vizemeister der Landesliga in den Aufstiegsspielen durchsetzen und schaffte damit die Rückkehr in die Oberliga.

## Erfolge
- Aufstieg in die Regionalliga Nord 2003, 2012
- Landesmeister Schleswig-Holstein 1953, 1966, 1976, 1980, 2000, 2011, 2012
- SHFV-Pokalsieger 1974, 2004, 2013
- Hallen-Landesmeister Schleswig-Holstein 2001, 2002, 2003

## Stadion
Der VfR Neumünster trägt seine Heimspiele in der Grümmi-Arena (ehemals VfR-Stadion an der Geerdtsstraße) aus. Das Stadion wurde im Jahr 1927 erbaut und hatte zunächst eine Kapazität für rund 18.000 Zuschauer. Inzwischen ist die Kapazität auf 6000 Zuschauerplätze gesenkt worden. Es wird derzeit an einer Sitzplatztribüne mit 800 Plätzen gebaut, welche im Winter 2012/13 überdacht werden sollte. Zudem werden der Gästeblock mit 850 Plätzen und die Gegengerade mit Gummimatten und Wellenbrechern ausgestattet, um den Anforderungen der Regionalliga gerecht zu werden. Um nicht unter die Versammlungsstättenverordnung zu fallen und den damit verbundenen noch höheren baulichen Auflagen (u. a. durchgehender Wellenbrecher auf Höhe der ersten Traversen), entschied sich der Verein dazu, trotz der 6000 möglichen Personen nicht mehr als 4999 Personen einzulassen. Dazu wird in erster Linie die Nordkurve für den Publikumsverkehr geschlossen.

## Persönlichkeiten

### Spieler
| - Wilhelm Blunk - Patrik Borger - Tobias Duffner - Dmitrijus Guščinas | - Marcus Hesse - Antoine Hey - Peter Kaack - Christian Knappmann | - Günter Meß - Stefan Schnoor - Rainer Skrotzki - Derek Cornelius |

### Trainer
| - Hans Appel - Ramon Berndroth - Bernd Gerulat | - Antoine Hey - Volker Ippig | - Heinz Lucas - Thomas Möller |